# Maria de Fátima (Sängerin, 1956)
Maria de Fátima (* 1956 in Lissabon) ist eine portugiesische Jazzsängerin mit Wurzeln im Fado und in Música Popular Brasileira.

## Leben und Wirken
Maria de Fátima, Tochter einer Sängerin, verließ mit 20 Jahren Portugal, um als Lehrerin und Dolmetscherin mehrere Jahre in Schweden zu arbeiten. Dort entdeckte sie den Jazz. Zwischen 1987 und 1992 studierte sie in den Niederlanden Jazzgesang am Konservatorium Hilversum.
Ihr Repertoire reicht von den klassischen Fados über eigene jazzinspirierte Kompositionen bis zur Música Popular Brasileira. Für zahlreiche Konzerte in den Niederlanden, Frankreich, Belgien und Deutschland trat sie mit einer Jazzband auf; zur Stammbesetzung gehören Musiker wie Wolfgang Bleibel, Sebastian Altekamp, Nic Thys bzw. David Jehn (Bass) und Dré Pallemaerts (Schlagzeug); sie hat aber auch mit Peter Herbolzheimer gearbeitet. Im Jahr 2010 gewann sie den hochdotierten BMW Welt Jazz Award: „Die Jury wurde überzeugt von der Konsequenz, der Intelligenz und auch der Finesse mit der Maria de Fatima ihre Ursprünge in den Jazz überführt. Fado und die brasilianische Musiktradition finden bei ihr eine eigene Sprache, leidenschaftlich und mit großer Intensität.“ begründete die Jury ihre Entscheidung.
Maria de Fátima unterrichtet Jazzgesang an der Hochschule für Künste Bremen und seit 1993 an der Musikschule der Stadt Oldenburg. Außerdem war sie Dozentin mehrerer Workshops für Jazzchor und Jazzgesang in Deutschland und Österreich. Sie ist nicht mit der gleichnamigen Fadosängerin zu verwechseln.

## Diskographische Hinweise
- Quiet Waters (mit Matthias Nadolny, David Jehn, Michael Berger)
- Songlines & Maria de Fatima La Luna (mit Wolfgang Bleibel, Sebastian Altekamp & Streichquartett)
- Stella (mit Sebastian Altekamp, Nicolas Thys; Pirouet 2012)